# 대남초등학교 풍도분교
대남초등학교 풍도분교는 대한민국 경기도 안산시 풍도에 있는 공립 초등학교이다.

## 학교 연혁
- 1933.05.01 진명학원 개교
- 1948.09.01 대부국민학교 풍도분교로 승격
- 1958.03.31 풍도국민학교로 승격
- 1986.03.01 대남국민학교 풍도분교 인가
- 1996.03.01 대남초등학교 풍도분교장 개칭
- 2025.02.28 폐교[2] 및 대남초등학교 통폐합, 92년만에 폐교

## 참고 자료
- 대남초등학교풍도분교장 - 한국교육학술정보원 학교알리미